# Лысенко, Василий Александрович
Василий Александрович Лысенко (7 августа 1927 — 21 ноября 2016) — советский и украинский прозаик. Член Национального союза писателей Украины с 1971 года. Отец поэта Юрия Лысенко.

## Биография
Родился 7 августа 1927 года в селе Новая Басань, Черниговская область.
Участник Великой Отечественной войны, награждён медалями.
В 1955 году окончил филологический факультет Киевского университета. В 1956—1962 годах работал литературным работником журнала «Смена», а в 1962—1979 годах — старшим редактором главной редакции информации в Украинском радиокомитете в Киеве.
С 1979 года — на творческой работе. Основная тематика произведений — героическая история украинского народа, в частности в годы Великой Отечественной войны, воспитание патриотизма, любви к родине и её народу, чувство национального достоинства. На основе народных преданий и легенд о Т. Шевченко создал ряд художественных рассказов для детей, помещённых в сборник «Легенды о Тарасе» (1963, 2004). Также написал книги «Полесская легенда», «Рассказывают борцы революции», «Хозяева своей судьбы», «Легенды родного края», «Тайна звёздной комнаты», «Приказ лейтенанта Вершины», «Татарский остров».
Умер 21 ноября 2016 года.